# Zdraveț, Varna
Zdraveț (în bulgară Здравец) este un sat în comuna Avren, regiunea Varna,  Bulgaria. 

## Demografie
Componența etnică a satului Zdraveț
     Nicio identificare (6,75%)
     Bulgari (91,63%)
     Romi (1,6%)
     Turci (0%)
La recensământul din 2011, populația satului Zdraveț era de 311 locuitori. Din punct de vedere etnic, majoritatea locuitorilor (91,63%) erau bulgari, cu o minoritate de romi (1,6%). Pentru 6,75% din locuitori nu este cunoscută apartenența etnică.